# Симоновский (Самарская область)
Симоновский — опустевший посёлок в Сызранском районе Самарской областив составе сельского поселения Волжское.

## География
Находится на расстоянии примерно 2 километра на северо-восток от северо-восточной границы города Сызрань.

## Население
Постоянное население составляло 2 человека (русские 100 %) в 2002 году, 0 в 2010 году. По состоянию на 2020 год жилых домов не осталось.